# Élections législatives maliennes de 1988
Les élections législatives maliennes de 1988 ont eu lieu le 26 juin 1988.